# Festa di Maria Santissima del Soccorso (Palmi)
(Canto popolare dedicato alla Madonna del Soccorso)
La festa in onore di Maria Santissima del Soccorso è un secolare evento religioso e civile che si svolge annualmente a Palmi, il 5 agosto.
Durante i festeggiamenti del 1533 avvenne un evento passato alla storia come il «miracolo di Palmi».

## Storia
Le più antiche testimonianze del culto di Maria Santissima del Soccorso a Palmi risalgono al XVI secolo, quando in città era venerata una sua immagine «delli cui miracoli fu scritto un libro intiero».
Nel 1533 è attestata una festa in onore della Madonna del Soccorso, poiché all'interno dei festeggiamenti accadde un evento che storicamente è definito come il «miracolo di Palmi». Era usanza di quel periodo la venerazione dell'immagine palmese della Madonna del Soccorso anche da parte dei fedeli dei paesi vicini. Gli abitanti di Terranova parteciparono alla festa di Palmi portandovi in processione l'immagine nera del Santissimo Crocifisso che, a tutt'oggi, viene venerato nel suddetto centro abitato. Nella giornata del 20 luglio 1533 il Crocifisso di Terranova, una volta posto dinanzi all'immagine della Madonna del Soccorso all'interno della chiesa, cominciò a sudare sangue dal costato. L'evento trovò conferma nella cronache del tempo ed il miracolo venne trascritto dal notaio Antonino Oliva di Seminara, con un atto pubblico redatto e registrato presso la curia arcivescovile dell'arcidiocesi di Reggio Calabria.
Nello stesso secolo anche il beato Ludovico Comi di Reggio Calabria si recò a Palmi per vedere e adorare l'immagine della Madonna del Soccorso, poiché attirato dalla fama di cui godeva in quel periodo l'icona della Vergine. Durante la sua visita ebbe modo di predicare fuori dalla chiesa, davanti ad una moltitudine di fedeli.

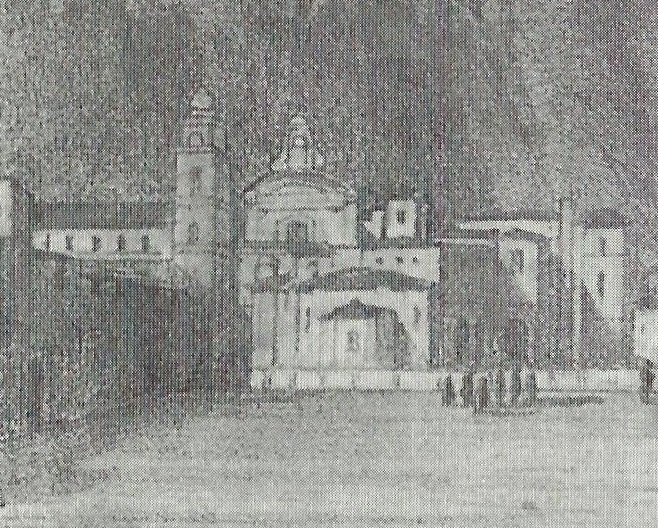
La chiesa del Soccorso in un dipinto del 1847 di Edward Lear, inserito nell'opera Diario di un viaggio a piedi.

Nella visita ex limina effettuata nel 1586 dal vescovo della diocesi di Mileto monsignor Marco Antonio Del Tufo, si rileva che nella chiesa del Soccorso era già presente una «congregazione dedicata al Santissimo Sacramento e alla Madonna del Soccorso». Nella descrizione del luogo di culto, il Del Tufo fu riporta che sull'altare maggiore «era presente un quadro di tavola pinto ad oglio con l’imagine della Madonna del Soccorso con le cornici et le colonne adorate».
Sul finire del XVIII secolo venne commissionata all'artista Domenico De Lorenzo una statua di Maria Santissima del Soccorso, a tutt'oggi al centro delle celebrazioni.
Anche a metà del XIX secolo viene confermata, al 5 agosto, la celebrazione di una festività a Palmi dedicata a «S. Maria del Soccorso», nella «chiesa parrocchiale dello stesso titolo».
Nella notte che seguì il terremoto che colpì la città di Palmi la sera del 16 novembre 1894, la statua della Madonna del Soccorso venne trasportata in processione nella piazza principale, assieme alle altre effigi venerate dal popolo palmese.
Nella seconda metà del XX secolo le celebrazioni annuali in onore di Maria Santissima del Soccorso vennero spostate dal 5 agosto alla prima domenica dello stesso mese.
Per commemorare il «miracolo di Palmi», nel maggio del 2013 la statua di Maria Santissima del Soccorso venne trasportata e portata in processione per le vie di Terranova Sappo Minulio, accompagnata dal locale Crocifisso ligneo, lo stesso del miracolo del 1533. La processione in contemporanea delle due immagini sacre è stata effettuata anche per le strade di Palmi la prima di agosto dello stesso anno.
Dal 2019 la festa di Maria Santissima del Soccorso è tornata ad essere celebrata il 5 agosto.

## La statua

### Storia
L'attuale statua di Maria Santissima del Soccorso venerata a Palmi è un'opera della seconda metà del XVIII secolo, realizzata dallo scultore Domenico De Lorenzo. Furono realizzate dallo stesso scultore, sempre a Palmi, anche l'attuale statua di Maria Santissima del Carmelo e l'antica statua dell'Immacolata Concezione, tant'è che le stesse tre effigi venivano chiamate dal popolo «le tre sorelle». 
La Congrega del Santissimo Sacramento e di Maria Santissima del Soccorso pagò al De Lorenzo sia la propria statua commissionata, sia quella dell'Immacolata Concezione, poiché i confratelli della Venerabile congrega di Maria Santissima Immacolata e del glorioso San Rocco non disponevano della somma necessaria per liquidare lo stesso autore per la loro effigie.
Sul finire del XX secolo la statua fu oggetto di lavori di restauro.

### Descrizione
L'opera policroma raffigurante Maria Santissima del Soccorso è realizzata, con proporzioni quasi a grandezza naturale, in legno scolpito e dipinto ripercorrendo l'iconografia classica con la quale è rappresentata la Madonna del Soccorso, che tiene in braccio Gesù Bambino.

### Collocazione
Durante l'anno la statua di Maria Santissima del Soccorso è conservata nell'omonima chiesa, nell'edicola posta sopra il curvilineo altare maggiore, costruito nel corso del XX secolo in marmo bianco con policromi intarsi, con sottostante seduta circolare interrotta al centro dalla presidenza. L'edicola è dipinta al suo interno di colore celeste e risulta protetta da una cornice con vetro.

## La base processionale
La base processionale, localmente chiamata "varetta" quale diminutivo di vara, ha la funzione di supporto per il trasporto della statua di Maria Santissima del Soccorso in processione per le vie cittadine, il 5 agosto, e di esporre l'icona alla venerazione dei fedeli nei giorni della festa. La varetta è in legno intagliato e dipinto con i colori bianco e oro, realizzata ad opera di maestranze locali.
Il giorno della festa la base processionale viene addobbata di fiori e le vengono inserite alla base due stanghe in legno di sei metri ciascuna (rivestite di cuscini), che servono ai "Portatori di Maria Santissima del Soccorso" per alzare e trasportare a spalla il fercolo in processione.

### I portatori

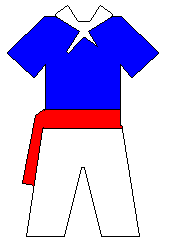
La divisa dei 'mbuttaturi

Il compito del trasporto a spalla per le vie cittadine della base processionale sulla quale è posta la statua di Maria Santissima del Soccorso spetta a ventidue portatori, dei quali venti posizionati sotto le due stanghe più altri due denominati "timonieri", uno davanti e uno dietro alla varetta, che hanno il compito di dare indicazioni sulle manovre da effettuare durante il percorso processionale. Seguono la base processionale ulteriori portatori in sostituzione, durante il tragitto, di quelli sotto le stanghe.
I portatori appartengono principalmente alla parrocchia del Soccorso e alla Congrega del Santissimo Sacramento e di Maria Santissima del Soccorso. La divisa dei portatori, in occasione della processione, è composta da pantaloni bianchi, maglietta blu con riprodotta una piccola àncora rossa, una fascia rossa annodata in vita ed un fazzoletto bianco annodato al collo. Sotto le stanghe, il posto di ogni portatore è assegnato e viene ereditato e tramandato di padre in figlio, o comunque all'interno della famiglia.
I portatori di Maria Santissima del Soccorso hanno l'antico privilegio di poter trasportare a spalla in processione anche la varetta del Sacro Capello, in occasione dei festeggiamenti della Varia di Palmi, evento inserito dal 2013 nel Patrimonio orale e immateriale dell'umanità dell'UNESCO.

## Tradizioni religiose
Le funzioni religiose iniziano il 26 luglio con l'inizio della novena dedicata a Maria Santissima del Soccorso, celebrata ogni giorno nell'omonima chiesa. Nel periodo della novena, la statua di Maria Santissima del Soccorso viene esposta alla venerazione dei fedeli, traslandola dall'altare maggiore, nel quale è collocata durante l'anno, alla base processionale in legno che viene posizionata nella navata, lato destro, a ridosso dei gradini del presbiterio. La traslazione del simulacro avviene tramite una particolare attrezzatura meccanica (un carrello mobile) collegata da un lato all'edicola nell'altare maggiore dov'è collocata la statua e, dall'altro, alla base processionale. La statua viene quindi spostata dalla nicchia alla piattaforma del carrello mobile e, successivamente, questa piattaforma viene fatta scendere lentamente, tramite manovella, fino al piano superiore della base processionale.
Il giorno dedicato a Maria Santissima del Soccorso è come detto il 5 agosto, nel quale il calendario liturgico celebra la festa della dedicazione della Basilica di Santa Maria Maggiore e di Nostra Signora della Neve, poiché in tale giorno venne celebrato il ricordo del leggendario miracolo della nevicata a Roma che avrebbe ispirato a papa Liberio la fondazione dell'edificio sacro. Durante la mattinata vengono svolte in chiesa varie celebrazioni liturgiche.

### La processione
Nel tardo pomeriggio della festa viene invece celebrato l'evento principale della giornata, che consiste nella tradizionale e secolare processione per le vie cittadine della base processionale con la statua di Maria Santissima del Soccorso.
La composizione della processione, elencata in ordine di sfilata, è la seguente:
- "Complesso dei tamburinari". Il corteo è aperto da un complesso di tamburinari che esegue un ritmo scandito per tutto il tempo di durata della stessa;
- Confraternite di Palmi, con stendardo e rappresentanza dei congregati in abiti processionali;
- Congrega del Santissimo Sacramento e di Maria Santissima del Soccorso, con stendardo, Crocifisso processionale e rappresentanza dei congregati in abiti processionali;
- Parroco della chiesa di Maria Santissima del Soccorso e clero;
- Base processionale con il simulacro di Maria Santissima del Soccorso;
- Banda musicale. Per antica tradizione, all'uscita della base processionale dalla chiesa, viene eseguito il brano "La ritirata" della Marina militare;
- Fedeli.

Il percorso della processione, che negli ultimi anni ha subito spesso delle variazioni di tragitto rispetto allo scorso secolo, nel quale era pressoché sempre identico con una lunghezza di oltre 5 km e una durata di circa 3 ore, attraversa inizialmente tutte le strade del rione Cittadella, per poi proseguire nelle principali vie del centro storico cittadino, fino a raggiungere e sostare in piazza I Maggio, baricentro sociale e culturale della città, prima di effettuare il ritorno in chiesa.
In questa ultima parte di tragitto della processione, dalla piazza I Maggio fino alla chiesa, viene effettuata una fiaccolata da parte dei portatori della base processionale, che trasportano il fercolo tenendo in mano una fiaccola e creando, di conseguenza, un effetto scenografico nel quale l'immagine della Madonna viene avvolta da fumo di colore bianco e rosso.

## Tradizioni civili
Il programma dei festeggiamenti civili in onore di Maria Santissima del Soccorso prevede alcuni eventi specifici, concentrati essenzialmente nel triduo che si conclude nella giornata del 5 agosto: 
- la tradizionale "sfilata dei Giganti", due alte figure di cartapesta che vengono portate a spalla per le strade e le piazze, in occasione delle festività cattoliche cittadine, facendole roteare su sé stesse a simulazione di un ballo e al suono incalzante dei tamburi del tipico "complesso dei tamburinari".[26] In occasione di questa festa, la coppia di Giganti utilizzata è quella di proprietà della Congrega del Santissimo Sacramento e di Maria Santissima del Soccorso;[27][5]
- la sfilata di una banda musicale per le strade di Palmi nella mattinata;
- lo sparo di colpi di mortaretto in concomitanza di determinati eventi della festa;
- uno spettacolo musicale svolto solitamente in piazza I Maggio. Tra gli artisti che si sono esibiti in passato in occasione della festa vi sono Mino Reitano (nel 2003) e Paola Turci (nel 2005);
- uno spettacolo pirotecnico a conclusione della giornata o al termine della processione.

Inoltre, nei giorni della festa la facciata della chiesa, il corso Giuseppe Garibaldi e la piazza I Maggio vengono addobbate con delle luminarie e nel suddetto corso viene anche svolta una piccola fiera di venditori ambulanti.
Altre manifestazioni civili organizzate dal comitato festeggiamenti sono la sagra della melanzana, nei giorni seguenti la festa religiosa, e soprattutto la «Notte Rosa». Quest'ultimo evento, nato nel 2013, è stato svolto la notte che precede la festività, nelle piazze del centro storico di Palmi, in memoria delle donne vittime del femminicidio, con il patrocinio della Provincia di Reggio Calabria.

## La devozione popolare
La Madonna del Soccorso è, da secoli, la patrona dei marinai di Palmi. Difatti la congrega del Santissimo Sacramento e di Maria Santissima del Soccorso è la confraternita a cui aderivano i navigatori palmesi.

### Esplicative
1. ↑  Regolamento Comunale per il commercio su aree pubbliche del Comune di Palmi (Approvato con Del. C.P. n. 77 del 14/05/2007). Articolo 10 "Localizzazione, caratteristiche, giorni e orari di svolgimento di mercati, fiere e sagre" comma 2) punto f) Festa della Madonna del Soccorso.

### Bibliografiche
1. 1 2 3   Palmi festeggia la Madonna "Madre del perpetuo Soccorso", su filippo-marino.it. URL consultato il 1º ottobre 2021 (archiviato dall'url originale il 13 aprile 2013).
2. 1 2   1° EDIZIONE DE “LA NOTTE ROSA” CONTRO IL FEMMINICIDIO, su comune.palmi.rc.it. URL consultato il 5 luglio 2014.
3. 1 2 3   Madonna del Soccorso di Palmi(Rc) 08/10 Part 1, su YouTube, 19 giugno 2011,  a 02 min 51 s. URL consultato il 5 luglio 2014.
4. 1 2   Processione Madonna del Soccorso, su dailymotion.com. URL consultato il 22 dicembre 2014.
5. 1 2 3 4 5 6 7   Oggi a Palmi la festa di Maria Santissima del Soccorso Domenica 5 Agosto 2012, su costaviolaonline.it. URL consultato il 23 febbraio 2013.
6. 1 2 3 4  Gualtieri, p. 303.
7. ↑   Italiapedia, Eventi estivi principali di Palmi, su italiapedia.it. URL consultato il 23 febbraio 2013.
8. ↑  Lerou, p. 298.
9. 1 2   Chiesa del SS. Crocefisso, su comune.terranovasappominulio.rc.it. URL consultato il 22 dicembre 2014.
10. ↑  De Salvo, pag. 154.
11. ↑  Fiore Da Cropani, p. 266.
12. ↑  Boverio, Tomo I.
13. ↑  De Salvo, pag. 156.
14. 1 2 3  Lovecchio, pag. 17.
15. ↑  Guardata, pag. 36.
16. ↑  Calogero, pag. 10.
17. ↑   Martedi 22 luglio l'assessore Caligiuri presenta le graduatorie del bando sulla valorizzazione dei beni culturali, su regione.calabria.it. URL consultato il 24 febbraio 2013 (archiviato dall'url originale il 22 dicembre 2014).
18. ↑   Festa della Madonna del Soccorso, su parrocchiamariassdelsoccorso.it. URL consultato il 19 settembre 2019.
19. 1 2 3 4 5   De Lorenzo D. secc. XVIII-XX, Madonna del soccorso, su beweb.chiesacattolica.it. URL consultato il 17 giugno 2019.
20. ↑  Lovecchio, pagg. 59-60.
21. ↑   La Varia 2008, su arteculturafotoin.it. URL consultato il 10 marzo 2013 (archiviato dall'url originale il 27 agosto 2013).
22. ↑   Palmi - La discesa della Madonna del Soccorso 2017 - by ToniCondello2, su YouTube, 27 luglio 2017,  a 00 min 00 s. URL consultato il 6 dicembre 2019.
23. 1 2   Festa della Madonna del Soccorso, su tuttoqui.it. URL consultato il 6 dicembre 2019 (archiviato dall'url originale il 4 luglio 2020).
24. ↑   La Varia, su mbuttaturidellavaria.it. URL consultato il 22 dicembre 2014 (archiviato dall'url originale il 6 dicembre 2014).
25. ↑   Madonna del Soccorso di Palmi(Rc) 08/10 Part 2, su YouTube, 21 giugno 2011,  a 04 min 39 s. URL consultato il 5 luglio 2014.
26. ↑   i Giganti la mattina del soccorso - Palmi 2014, su YouTube, 22 luglio 2019,  a 00 min 00 s. URL consultato il 10 dicembre 2019.
27. ↑   Festa della #Varia#: saperi riguardanti la processione della Madonna della Lettera e del Sacro Capello, su paci.iccd.beniculturali.it. URL consultato il 10 dicembre 2019 (archiviato dall'url originale il 16 maggio 2019).
28. ↑   Foodspotting, Sagra Della Melanzana, su foodspotting.com. URL consultato il 5 luglio 2014 (archiviato dall'url originale il 14 luglio 2014).
29. ↑   Presentazione della Notte Rosa a Palmi, su cn24tv.it. URL consultato il 5 luglio 2014.